# Wayne Static
Wayne Richard Wells (n. 4 noiembrie 1965, Michigan, SUA - d. 1 noiembrie 2014), cunoscut ca Wayne Static, a fost un muzician american, fost vocalist principal, chitarist, clapist, și sequencer al formației industrial metal Static-X. Pe 4 octombrie 2011 el și-a lansat primul său album solo, Pighammer. Wayne Static a murit pe 1 noiembrie 2014. Deși inițial se vehicula versiunea că decesul său a survenit în urma unei supradoze de droguri, soția sa, Tera Wray, a dezmințit acest fapt, afirmând că Static a murit liniștit în somn, ci nu din cauza drogurilor, al căror consum l-ar fi încetat în 2009.

## Discografie

### Solo
Albume de studio
| An   | Album                                                                     | Poziții în topuri | Poziții în topuri | Poziții în topuri | Poziții în topuri | Poziții în topuri |
| An   | Album                                                                     | US                | US Rock           | US Ind.           | US Hard Rock      |                   |
| ---- | ------------------------------------------------------------------------- | ----------------- | ----------------- | ----------------- | ----------------- | ----------------- |
| 2011 | Pighammer - Lansat: 4 octombrie 2011 - Label: Dirthouse - Formate: CD, DI | 97                | 22                | 16                | 7                 |                   |

Single-uri
- 2011 - Assassins of Youth

### Colaborări
- 2001 – Mephisto Odyssey & Wayne Static (and Koichi Fukuda) – Crash
- 2002 – Jonathan Davis & Richard Gibbs featuring Wayne Static – Not Meant for Me
- 2003 – Godhead & Wayne Static – The Giveaway
- 2004 – Skinny Puppy & Wayne Static – UseLess
- 2006 – Soil & Wayne Static – Give It Up
- 2008 – Opiate for the Masses & Wayne Static – 21st Century Time Bomb
- 2009 – My Evolution & Wayne Static – So Happy
- 2009 – Dirge Within & Wayne Static – Inhuman
- 2010 – Raymond Herrera & Wayne Static – Decimator (originally recorded in 2005, released on the nail'd soundtrack)
- 2011 – 9 Electric & Wayne Static – Destroy As You Go
- 2013 - Run DMC & Wayne Static - Noise Revolution (Recorded in 2012)

### Apariții
- 2002 – Static a apărut în clipul video al lui The X-Ecutioners, "It's Goin' Down", alături de Mike Shinoda și Mr. Hahn de la Linkin Park.
- 2006 – Static a apărut în videoclipul lui Silent Civilian, "Rebirth of The Temple".
- 2009 – Static a apărut în 98 Rockfest în Tampa
- 2010 – Static a apărut în Issue 4 of the Eternal Descent.